# Campionati centramericani maschili di pallacanestro
Il Torneo Centroamericano di pallacanestro ufficialmente noto come FIBA Centrobasket è un torneo organizzato dalla FIBA in cui si confrontano le nazionali del Messico, dell'America centrale e dei Caraibi. Si è disputato per la prima volta nel 1965, e attualmente si disputa ogni due anni, e vede partecipare, oltre alle prime classificate dell'edizione precedente, anche le vincitrici, le seconde e/o terze classificate del FIBA COCABA Championship e del FIBA CBC Championship.
Il torneo vale anche come qualificazioni al FIBA Americas Championship.

## Albo d'oro
| 1965 dettagli | (Città del Messico)  | Messico         | Round robin | Porto Rico              | Cuba                    | Round robin | Panama                  |
| 1967 dettagli | (San Salvador)       | Panama          | Round robin | Cuba                    | Isole Vergini Americane | Round robin | Messico                 |
| 1969 dettagli | (L'Avana)            | Panama          | Round robin | Cuba                    | Porto Rico              | Round robin | Venezuela               |
| 1971 dettagli | (Valencia & Caracas) | Cuba            | Round robin | Porto Rico              | Venezuela               | Round robin | Rep. Dominicana         |
| 1973 dettagli | (San Juan)           | Porto Rico      | Round robin | Messico                 | Cuba                    | Round robin | Panama                  |
| 1975 dettagli | (Santo Domingo)      | Messico         | Round robin | Porto Rico              | Cuba                    | Round robin | Rep. Dominicana         |
| 1977 dettagli | (Panama)             | Rep. Dominicana | Round robin | Porto Rico              | Panama                  | Round robin | Messico                 |
| 1981 dettagli | (San Juan)           | Panama          | 82–76       | Porto Rico              | Cuba                    | Round robin | Messico                 |
| 1985 dettagli | (Città del Messico)  | Porto Rico      | Round robin | Panama                  | Cuba                    | Round robin | Messico                 |
| 1987 dettagli | (Santo Domingo)      | Porto Rico      | 98–85       | Panama                  | Messico                 | 90–87       | Rep. Dominicana         |
| 1989 dettagli | (L'Avana)            | Porto Rico      | 116–83      | Cuba                    | Rep. Dominicana         | 94–79       | Panama                  |
| 1991 dettagli | (Monterrey)          | Porto Rico      | 99–82       | Messico                 | Cuba                    | 108–87      | Panama                  |
| 1993 dettagli | (Ponce)              | Porto Rico      | 87–77       | Cuba                    | Panama                  | 96–83       | Rep. Dominicana         |
| 1995 dettagli | (Santo Domingo)      | Cuba            | 87-85       | Rep. Dominicana         | Porto Rico              | 95-88       | Panama                  |
| 1997 dettagli | (Tegucigalpa)        | Cuba            | 106–93      | Porto Rico              | Rep. Dominicana         | 92–75       | Messico                 |
| 1999 dettagli | (L'Avana)            | Cuba            | 67–63       | Porto Rico              | Rep. Dominicana         | 86–74       | Panama                  |
| 2001 dettagli | (Toluca)             | Porto Rico      | 86–73       | Messico                 | Panama                  | 93–82       | Isole Vergini Americane |
| 2003 dettagli | (Culiacán)           | Porto Rico      | 92–83       | Rep. Dominicana         | Messico                 | 78–76       | Isole Vergini Americane |
| 2004 dettagli | (Santo Domingo)      | Rep. Dominicana | 75–74       | Porto Rico              | Panama                  | 98–89       | Messico                 |
| 2006 dettagli | (Panama)             | Panama          | 73–59       | Isole Vergini Americane | Porto Rico              | 93–83       | Messico                 |
| 2008 dettagli | (Chetumal e Cancún)  | Porto Rico      | 87–70       | Isole Vergini Americane | Rep. Dominicana         | 102–74      | Cuba                    |
| 2010 dettagli | (Santo Domingo)      | Porto Rico      | 89-80       | Rep. Dominicana         | Panama                  | 75-74       | Cuba                    |
| 2012 dettagli | (San Juan)           | Rep. Dominicana | 80-72       | Porto Rico              | Giamaica                | 78-54       | Panama                  |
| 2014 dettagli | (Tepic)              | Messico         | 74-60       | Porto Rico              | Rep. Dominicana         | 75-66       | Cuba                    |
| 2016 dettagli | (Panama)             | Porto Rico      | 84-83       | Messico                 | Rep. Dominicana         | 64-48       | Panama                  |

## Medagliere
| Posiz. | Nazione                 | Oro | Argento | Bronzo | Totale |
| ------ | ----------------------- | --- | ------- | ------ | ------ |
| 1°     | Porto Rico              | 11  | 10      | 3      | 24     |
| 2°     | Cuba                    | 4   | 4       | 5      | 13     |
| 3°     | Panama                  | 4   | 2       | 5      | 11     |
| 4°     | Rep. Dominicana         | 3   | 3       | 6      | 12     |
| 5°     | Messico                 | 3   | 4       | 2      | 9      |
| 6°     | Isole Vergini Americane | 0   | 2       | 1      | 3      |
| 7°     | Giamaica                | 0   | 0       | 1      | 1      |
|        | Venezuela               | 0   | 0       | 1      | 1      |